# 京都府道126号新町淀停車場線
京都府道126号新町淀停車場線（きょうとふどう126ごう しんまちよどていしゃじょうせん）は、京都府久世郡久御山町から京都市伏見区に至る一般府道である。

## 概要
久世郡久御山町大橋辺北島から京都市伏見区淀池上町に至る。住宅地であるため、道幅は狭い。終点は淀駅南側の高架下にあたるが、かつて地上駅であったときの淀駅からは北側に位置する。路線番号の再編を実施した1994年（平成6年）4月1日以前の一般府道としての路線番号は39。

### 路線データ
- 起点：久世郡久御山町大橋辺北島（京都府道15号宇治淀線交点）
- 終点：京都市伏見区淀池上町153番地の2地先[2]（京阪本線 淀駅南側[注釈 1]：京都府道125号淀停車場線起点）

## 地理

### 通過する自治体
- 久世郡久御山町
- 京都市（伏見区）

### 交差する道路
| 交差する道路                         | 市町村・行政区名 | 市町村・行政区名 | 交差する場所 | 交差する場所 |
| ------------------------------------ | ---------------- | ---------------- | ------------ | ------------ |
| 京都府道15号宇治淀線                 | 久世郡久御山町   | 久世郡久御山町   | 大橋辺北島   | 起点         |
| 京都府道125号淀停車場線 重複区間起点 | 京都市           | 伏見区           | 淀池上町     |              |
| 京都府道125号淀停車場線 重複区間終点 | 京都市           | 伏見区           | 淀池上町     | 終点         |

### 沿線
- 高福寺
- 文相寺
- 京都市淀保育所
- 大専寺
- 京都市立明親小学校
- 京都淀池上郵便局
- 伏見区役所 淀出張所
- 京都銀行 淀支店
- 淀城跡
- 京阪本線 淀駅